# ワンス・アポン・ア・タイム・イン・チャイナ 天地争覇
『ワンス・アポン・ア・タイム・イン・チャイナ 天地争覇』（ワンス・アポン・ア・タイム・イン・チャイナ てんちそうは、原題：黄飛鴻之三 獅王争覇、英題：Once Upon a Time in China III）は1993年に制作された香港のアクション映画で『ワンス・アポン・ア・タイム・イン・チャイナ』シリーズの第三作にあたる。
日本では1993年9月27日に第6回東京国際映画祭で上映され、劇場では未公開。映画祭公開邦題は『ワンス・アポン・ア・タイム 天地争覇』。
主演のジェット・リーと監督ツイ・ハークの仲が契約面からこじれ、ジェットは本作の完成後にシリーズを降板した後、第六作にあたる『ワンス・アポン・ア・タイム・イン・チャイナ&アメリカ 天地風雲』で復帰した。

## キャスト
※括弧内は日本語吹替
- ジェット・リー（リー・リンチェイ）／ウォン・フェイフォン（黄飛鴻）(池田秀一)
- ロザムンド・クワン／イー・サンイエ（十三姨）(玉川紗己子)
- マックス・モク／リャン・フー（梁寛）(堀内賢雄)
- ホン・ヤンヤン／アチー（鬼脚七）(辻親八)
- ラウ・シュン／ウォン・ケイイン （黄麒英） (上田敏也)
- ジョン・ウェイクフィールド／トマースキー(宮本充)
- 趙箭／チュウ・チンバイ（趙天霸）(大滝進矢)
- 黃德仁／ヤン(鳥海勝美)
- 葛存壯／李鴻章(宝亀克寿)
- 孟瑾／西太后(竹口安芸子)
- 張春仲／蔡李佛派チュウ師匠（趙）

## スタッフ
- 監督・脚本・製作・音楽：ツイ・ハーク
- 製作総指揮：レイモンド・チョウ
- 製作：ン・シーユェン
- 脚本：チョン・タン、チャン・ティンスェン
- 音楽：ウー・ワイラップ
- 編集：マク・シーチン
- 撮影：アンドリュー・ラウ
- 武術指導：ユン・ブン

## あらすじ

### 黄飛鴻、北京へ
時は清朝末期。列強による領土侵食に悩ませていた西太后は、総督(=宰相)・李鴻章になにか考えがないか相談を持ちかける。李は富国強兵の一環として、最強の獅子を競わせる獅子王大会(獅王争覇)を持ちかける。西太后は紫禁城前に集結した獅子を見て盛大に大会を行うように申し渡す。
一方、広州・仏山の医局「宝芝林」の主で、武術師範でもある黄飛鴻(ジェット・リー)は叔母の十三姨(ロザムンド・クヮン)・弟子の梁寛を連れて北京の父のもとへ里帰りする。北京に到着すると早速梁が車夫といざこざを起こす。そんな中、十三姨の留学中の友人のロシア人外交官と出会う。

### 鬼脚七、登場
時を同じくして、黄飛鴻の父が館主を務める広東会館に一団がやってくる。一団の主は油屋・太平号の趙。要求は獅子王大会への出場を辞退すること。しかし、黄飛鴻の父が断ると車夫のひとり、「鬼脚」七が広東会館の門弟に襲い掛かる。高弟が次々と鬼脚に倒され、挙句、黄飛鴻の父までもが圧倒されてしまう。主が倒されるを見届けるや、趙は飾ってあった父祖伝来の獅子を壊して去っていく。黄飛鴻一向が広東会館に到着したのは趙や鬼脚が去った後だった。

### 黄飛鴻、三派の争いを鎮める
翌日、実家の最新式製薬工場を見学していた黄飛鴻は、裏手に剣戟の音を耳にする。聞けば武術道場の三つの流派が獅子王大会に出るために必要な弟子を取り合ったということでいざこざを起こしていること。それを聞いた黄飛鴻は単身争いの中に飛び込み、たまたま手にしていた傘を獲物に次々と三派の門弟を倒していく。しばらくして三派の主が名乗り出るが、そのうち一派の主を倒したところで他の二派の主は「かなう相手ではない」と黄飛鴻に降伏する。黄飛鴻は仲直りの酒宴を設け、獅子王大会について一考してもらう上奏文を朝廷に出すことで話をまとめる。

### 黄飛鴻、鬼脚と出会う
朝廷に上奏文を奉じた黄飛鴻であったが、総督に会えないのを見て願いが叶わないのを知る。その帰途、紫禁城内で人力車を拾うと、同行した十三姨の乗った車と方向が逆に進むのを見て止めさせようとするが、その前に太平号の一団が登場。そして鬼脚七が襲い掛かる。十三姨のことが気がかりな黄飛鴻は鬼脚を適当にやりすごし、彼女の元に向かうと先のロシア人外交官といたのを発見する。

### 獅子王大会予選
獅子王大会は予選で獅子王札を獲得した者が本選でも勝ちを譲られるのが慣例となっているため、梁寛や広東会館の面々は出場に興味のない黄飛鴻に内緒で予選に出る。一方、黄飛鴻は十三姨とともに予選を見物しているが、獅子王札が自分の元に飛んできたことで趙から抹殺命令を受けてしまう。黄飛鴻は十三姨をロシア人外交官からもらった映写機を落としながらも安全な場所に逃がすと襲い掛かってくる太平号の獅子を次々倒していく。そんな中で梁寛は鬼脚を見つけると追いかけられてしまう。梁寛は馬場を見つけると鬼脚が来るのを見計らって馬場の柵を開くと走りゆく馬の中で武器である脚を負傷してしまう。黄飛鴻は走りくる馬の一頭を捕まえて騎乗に成功する。獅子王札は別の団体の者が獲得したが太平号の連中に強奪されてしまう。趙は自分の門弟が札を獲得したことに喜ぶが、黄飛鴻が無事なのを見て怒りを露わにする。

### 趙の謀略
脚を負傷して手駒として意味をなさなくなった鬼脚七は趙にあっさり捨てられてしまい、太平号の連中にも足蹴にされてしまう。そして雨の中、広東会館まで這っていき黄飛鴻に怒りをぶつけようとするが、対決は脚が完治してからと告げられると拒否した上で号泣してしまう。結局広東会館で治療を受けた鬼脚七は広東会館の連中とうちとける。その中で趙が太平号の連中を引き連れて広東会館までやってくる。趙は鬼脚を保護した礼として黄飛鴻と黄飛鴻の父を酒宴に招待したいと言う。当日、父には内緒で黄飛鴻は酒宴に出向くが、予想どおり趙は罠を仕掛けて亡きものにしようとしてきた。太平号の商品である油に苦労する黄飛鴻であったが、無事に刺客の手を逃れて脱出に成功する。そのなかで、獅子王大会に絡んだもう一つの謀略、総督暗殺の準備が進められていることを、回収した十三姨の映写機に映っていた画像によって知る。

### 獅子王大会
当初、出場を渋っていた黄飛鴻は梁寛や鬼脚七と獅子を組み、父や十三姨を連れて会場へ出向く。周囲はほぼ全てが趙率いる太平号の手のもので満たされている。一方、総督暗殺をもくろむロシア外交官たちは十三姨の友人に暗殺の合図を申し合わせる。開始の合図が始まるや否や、黄飛鴻の獅子に襲い掛かってくる。その裏で十三姨がロシア人外交官に映写機を返すように強要されるが、暗殺の合図の爆竹が不意に鳴ってしまうと彼は口封じに殺されてしまう。黄飛鴻の方は梁寛を負傷で失いながらも獅子王札を鬼脚に預け、趙を追い込む。趙は謝罪と見せかけて最後の反撃を試みるも簡単にばれてしまい黄飛鴻に打ちすえられる。太平号の連中に一喝した黄飛鴻は獅子王札を総督のもとに投げ込み、獅子王大会が列強への対抗に意味のないものを告げて去っていく。それを見た総督は感極まって「黄飛鴻」とつぶやく。

## その他
- 日本で流れているフィルムは2種類あり、オープニングやエンディングで流れるテーマ曲「男兒當自強」に違いがみられる。DVDで流れているものと違い、ケーブルテレビなどで流されるものは速度的に緩めの構成に差し替えられている。